# محمد السعيدي الجردي
أبو عبد الرحمن محمد السعيدي الجَّرْدي الطنجي (1940 - 26 ديسمبر 2020)، فقيه أصولي مغربي، أحد أعلام مدينة تطوان، عضو المجلس العلمي بطنجة، كان يُدرّس بمعظم مدارس التعليم العتيق بطنجة، وأحد أشهر خطباء الجمعة بها، وله العديد من المتابعين في مختلف بقاع المغرب، نظرا لتفقّهه في العلوم الشرعية.

## مسيرته

### مولده
ولد الشيخ الجردي سنة 1361 هـ الموافق لـ 1940م بقبيلة أنجرة بمدشر يسمى الجردة بإقليم تطوان سابقا.

### تعليمه
حفظ القرآن الكريم صغيرا على الشيخ محمد حمامو، ثم بعد حفظ القرآن وضبطه برسمه على طريقة المغاربة درس الآجرومية في النحو، وشرح محمد ميارة على المرشد المعين على الضروري من علوم الدين لابن عاشر في الفقه، وعلم المواريث من شرح مختصر خليل للخرشي، وألفية ابن مالك بشرح المكودي على الفقيه محمد بن شامة.
ثم انتقل إلى الفقيه عبد المجيد ازميزم فدرس ألفية ابن مالك بشرح المكودي أيضا ثلاث مرات بقرية تدعى فدان شابو، وشرح نظم ابن عاشر وعلم المواريث والمنطق ومصطلح الحديث والعروض والبلاغة والمقدمة الجزرية ومقدمة أم البراهين في عقيدة الأشعري، وما كان يدرس في المدارس العتيقة في العقيدة وقتها إلا معتقد الأشاعرة.
ثم انتقل إلى مدينة طنجة سنة 1960م، فاستكمل دراسة العلوم الشرعية واللغوية على يد كل من الشيخ الحاج عبد الله، والشيخ عبد الله كنون، والشيخ عبد الحي بن الصديق، والشيخ محمد بن الصديق الزمزمي، والشيخ الحسن بن الصديق الغماري.

### مَناصِبهُ
زاول خطبة الجمعة وتدريس طلبة العلم والوعظ والإرشاد في عدة مساجد، ودرّس طلبة العلم في عدة مدارس عتيقة.
ولما أسست كلية التعليم في طنجة وكان جمع الجوامع لابن السبكي من الكتب المقررة في الكلية، وقع الاختيار عليه ليقوم بتدريسه، كما درّس في الكلية نفسها تفسير الطاهر بن عاشور المسمى بالتحرير والتنوير. وقد انخرط الشيخ الجردي في المجلس العلمي منذ تأسيسه بمدينة طنجة بطلب من رئيس المجلس العلمي آنذاك الشيخ عبد الله كنون. أوقِفَ الشيخ الجردي من خطبة الجمعة، لكنه ظلّ يُلقي الدروس الوعظية في المساجد.

### التأليف
عندما سُئل الشيخ عن عدم تأليفه للكتب قال إن اشتغاله بتدريس طلبة العلم وقيامه بمهمة الوعظ والإرشاد ما تركا له مجالا للتأليف.

## وفاته
توفي يوم السبت 11 جمادى الأولى 1442هـ الموافق لـ 26 ديسمبر 2020م بمستشفى دوق دو طوفار بطنجة، عن عمر ناهز 80 سنة، متأثرا بإصابته بفيروس كورونا.